# Clans somalis

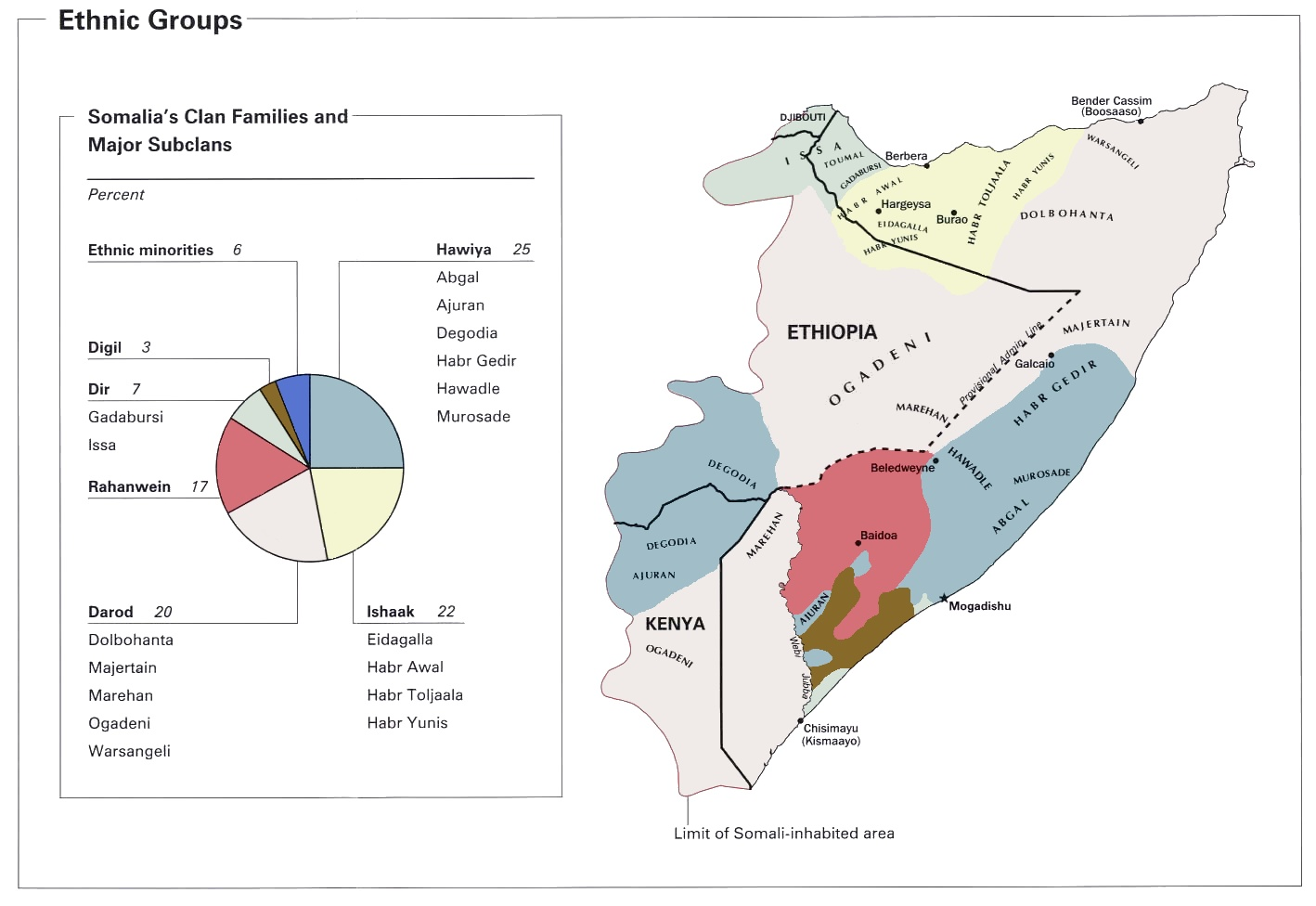
Els clans somalis el 2002

Els somalis estan organitzats per clans al que els seus membres deuen obediència, i que juguen un important paper en la cultura i la política de la nació (repartida entre no menys de quatre estats). Els clans són patrilineals i estan dividits en subclans, els quals al seu torn es divideixen múltiples vegades.
A la societat tradicional els llaços d'aliança i matrimoni es produeixen sovint entre clans diferents (amb altres subclans o amb clans veïns generalment), encara que durant la guerra civil en curs hi ha hagut tendència a una endogàmia.
Alguns clans són considerats com a nobles pel seu ancestre comú, mentre d'altres són suposadament sorgits de barreges. Els nobles són els que descendeixen de Samaale (o Samale) l'ancestre dels somalis; els quatre clans nobles (normalment anomenats "samaales" són els darod, dir, hawiye i issaq, dels quals els tres primers decandeixen de Samaale a través d'Irir Samaale; els clans no nobles són els "sab". Els digil i mirifle formen els rahanweyn, i són un clan pastoral que ocupa un segon nivell al sistema social somali; la seva llengua (af-maay) és considerada separada del somali tradicional, i per això formen com una branca separada de la societat somali. Un altre grup de clans reuneixen característiques pròpies: s'associen per la professió i són endogàmics; els altres somalis els consideren impurs; viuen als seus assentaments amb els nòmades i exerceixen determinades professions com a metal·lúrgics, ferrers, casadors, o recollidors; algunes minories viuen a terres dels somalis però no són somalis, con els jareerweyne (bantus), els reer hamar, els eyle, els bravanesos i altres minories del Benadir, i els bajuni.
No hi ha un acord general sobre les línies de clans i subclans i les divisions i subdivisions són fragmentàries i de vegades discordants.
Els cinc grans grups de clans, amb els subclans principals, són:
- Darod
  - Dhulbahante
  - Jidwaq
  - Majeerteen
  - Marehan
  - Ogadeni
  - Warsangeli
- Dir
  - Biyomaal
  - Gaadsan
  - Gadabursi
  - Issa (Ciise)
- Hawiye
  - Ajuran
  - Degodia
  - Duduble
  - Habar gidir
  - Sheikhal
- Issaq
  - Habar yoonis
- Rahanweyn
  - Digil
  - Mirifle